# Schlacht von Cold Harbor
Wilderness – Spotsylvania C.H. – Yellow Tavern – Wilsons Wharf – Haws Shop – North Anna – Totopotomoy Creek – Old Church – Cold Harbor – Trevilian Station – Saint Marys Church
Die Schlacht von Cold Harbor fand vom 31. Mai bis zum 12. Juni 1864 während des Amerikanischen Bürgerkrieges (1861–1865) im Rahmen des Überland-Feldzuges statt.
Truppen der Konföderierten unter Robert E. Lee kämpften gegen Potomac-Armee der Nordstaaten um eine bedeutende Straßenkreuzung 15 Kilometer nordöstlich von Richmond, Virginia.
In der gleichen Gegend hatte zwei Jahre zuvor die Schlacht bei Gaines Mill  stattgefunden. Darum wird diese Schlacht manchmal Zweite Schlacht von Cold Harbor genannt.
In den ersten Tagen der Schlacht gab es heftige Gefechte. Dann grub sich Lees Nord-Virginia-Armee (bis auf die Kavallerie) zur Verteidigung ein und brachte der zahlenmäßig überlegenen Potomac-Armee unter Generalmajor George Gordon Meade eine schwere Niederlage bei.

## Vorgeschichte
Trotz der Siege der Union bei Gettysburg und Vicksburg ging es auf dem östlichen Kriegsschauplatz nicht voran. US-Präsident Abraham Lincoln fehlte immer noch ein Heerführer, der den Krieg gegen den Süden schnell beenden konnte. Aus Mangel an anderen geeigneten Generalen ernannte Lincoln im März 1864 den bisher auf dem westlichen Kriegsschauplatz erfolgreich agierenden Generalmajor Ulysses S. Grant zum Oberbefehlshaber des Heeres.
Grant begann unverzüglich mit Angriffen aus allen Richtungen gegen die Konföderation. Er selbst überwachte vor Ort die Potomac-Armee unter Generalmajor Meade und die James-Armee unter Generalmajor Benjamin Franklin Butler, die er sofort gegen die Nord-Virginia-Armee und die Verbindungslinien der Konföderierten südlich von Richmond in Marsch setzte. Dabei war sein Ziel nicht mehr wie früher die Eroberung Richmonds, sondern die Vernichtung der gegnerischen Armee.

“Lee’s army will be your objective point. Wherever Lee goes, there you will go also.”

„Lees Armee ist Ihr Ziel. Wohin immer Lee geht, Sie werden ihm dorthin folgen!“

sagte er zu seinen Generalen.

### Das Ziel des Überland-Feldzugs

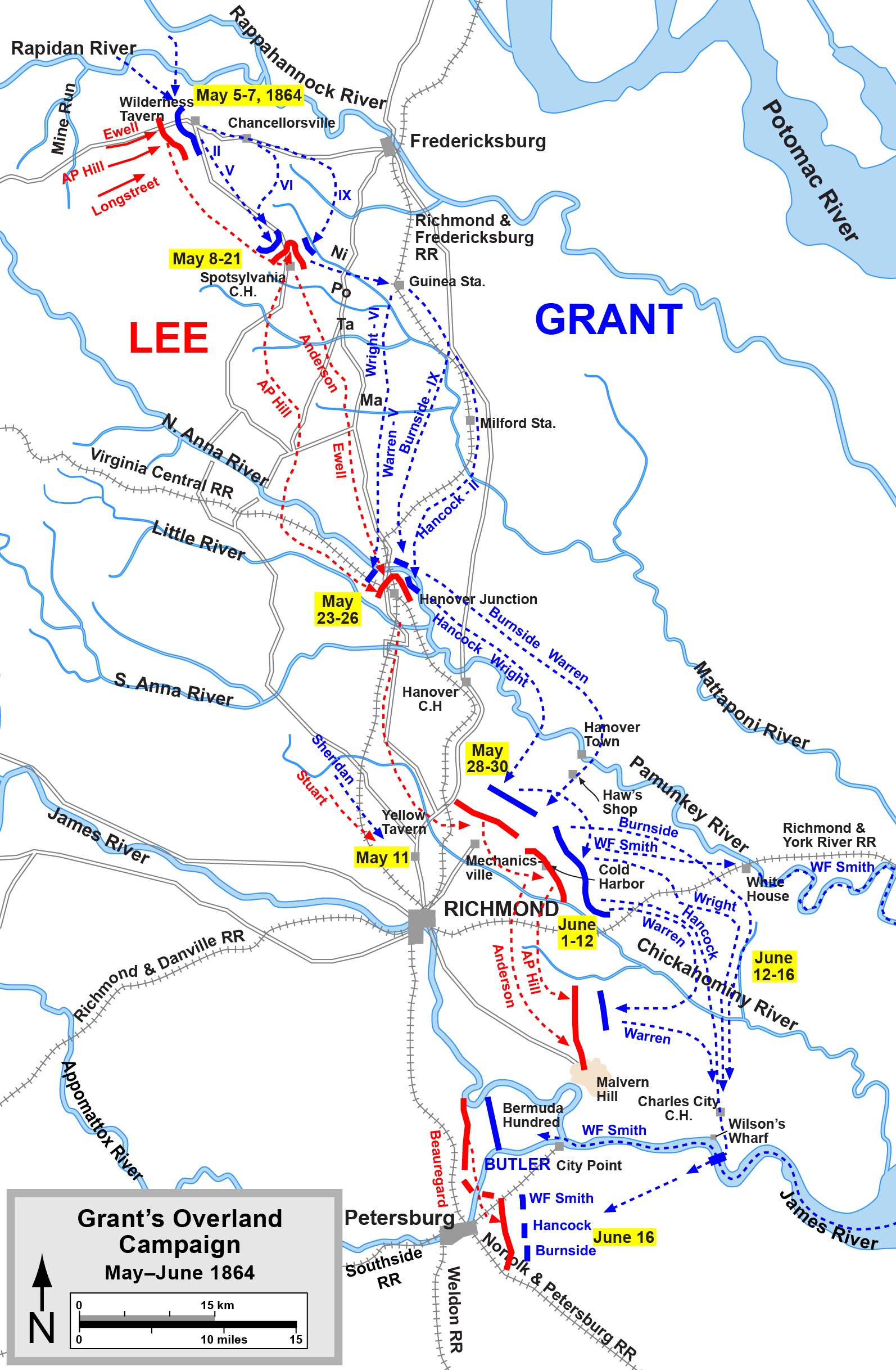
Der Weg nach Cold Harborrot: konföderierte Truppen
blau: Unionstruppen

Zum ersten Mal während des Bürgerkrieges lag die Kriegsführung der Union in einer Hand. Grant beauftragte Generalmajor Sherman, in den tiefen Süden der Konföderation vorzustoßen, während er selbst die Nord-Virginia-Armee Lees in Virginia binden und vernichten wollte. Die Vernichtung dieser Armee sollte zum Fall Richmonds und schließlich zum Zusammenbruch der gesamten Konföderation führen.
Grant beabsichtigte, einen Abnutzungskrieg zu führen. In den kommenden Schlachten sollten die überlegenen Unionsarmeen Lees Nord-Virginia-Armee ausbluten. Um dieses Ziel zu erreichen, griff Grant die Nord-Virginia-Armee zunächst in der Wilderness und bei Spotsylvania frontal an. Weil er mit dieser Taktik scheiterte, versuchte er Lees Armee erst am North Anna, dann bei Cold Harbor und schließlich bei Petersburg zu überflügeln.

### Am Vorabend der Schlacht – von Yellow Tavern bis zum North Anna
Nach der Schlacht bei Spotsylvania Court House am 8. Mai beabsichtigte Lee, Grant auf seinem Marsch nach Osten den Weg abzuschneiden. Dazu ließ er seine Armee am 23. Mai am North Anna so in Stellung gehen, dass Grant seine Truppen teilen musste, um anzugreifen.
Unterdessen hatte am 9. Mai Generalmajor Sheridan mit drei Kavalleriedivisionen das Depot der Nord-Virginia-Armee bei Beaver Dam Station angegriffen und eine Lokomotive und mehrere Waggons zerstört. Am 11. Mai wurde sein Vormarsch von zwei Kavalleriebrigaden unter Generalmajor J. E. B. Stuart bei Yellow Tavern aufgehalten. Während dieses Gefechts wurde Stuart tödlich verwundet und Lees Neffe, Generalmajor Fitzhugh Lee, übernahm das Kommando über die Kavallerie der Nord-Virginia-Armee. Nach vierstündigen Kämpfen brach Sheridan das Gefecht ab und marschierte zum James, um die linke Flanke der Potomac-Armee zu sichern.
Am 24. Mai marschierte Fitzhugh Lee mit seinen Kavalleristen an der linken Flanke der Potomac-Armee vorbei und griff ein Depot der Union bei Wilsons Wharf an, wurde jedoch von farbigen Regimentern abgewehrt.
Grant teilte die Potomac-Armee, wie es Lee vorhergesehen hatte; Lee vergab aus verschiedenen Gründen die Möglichkeit, Grants Korps einzeln und nacheinander zu schlagen. Am 26. Mai begann Grant einen erneuten Versuch, die Nord-Virginia-Armee im Osten zu überflügeln.

## Die Schlacht

### Vorspiel – Am Totopotomoy

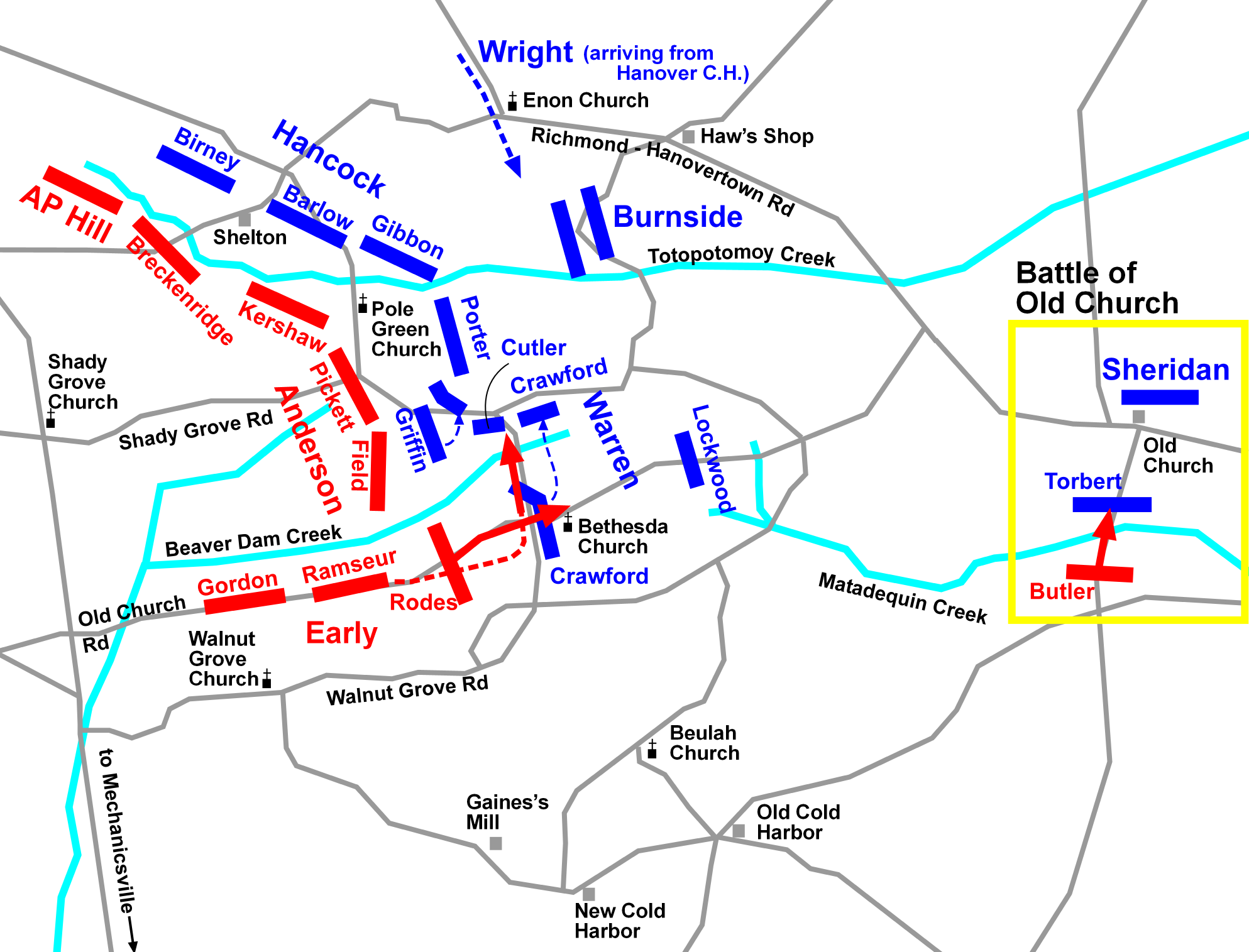
Schlacht am Totopotomoy Creekrot: konföderierte Truppen
blau: Unionstruppen

Die Potomac-Armee überquerte am 28. Mai den Pamunkey bei Hanovertown unter Sicherung durch Sheridans Kavallerie. Lee versuchte als Antwort auf die Bewegung der Potomac-Armee, eine geeignete Stellung am Totopotomoy Creek zu besetzen. Eine seiner Kavalleriedivisionen sandte Lee zur gewaltsamen Aufklärung der Unionsarmee entgegen. Bei Haws Shop kam es zu einem siebenstündigen sowohl auf- als auch abgesessen geführten Kavalleriegefecht, das Lee dazu nutzte, sich am Totopotomoy Creek einzugraben.
Grant ließ die Kavallerie ausweichen und ging am 29. Mai ohne Aufklärung aus Osten und Norden gegen die Stellung der Nord-Virginia-Armee vor. Der Angriff unter Generalmajor Hancocks II. Korps blieb vor den Stellungen der Konföderierten liegen und das Korps grub sich ein. Für den 30. Mai beabsichtigte Meade, Lee auf beiden Seiten zu überflügeln. Dieser Plan scheiterte, weil Generalmajor Wrights VI. Korps das linke Ende der Nord-Virginia-Armee nicht fand und Generalmajor Warrens V. und Generalmajor Burnsides IX. Korps nicht mit dem notwendigen Schwung angriffen.
Lee erkannte, dass zwei gegnerische Korps südlich des Totopotomoy-Baches isoliert waren, und befahl Earlys II. Korps, das V. US-Korps bei der Bethesda-Kirche anzugreifen und zu schlagen. Dazu bat Early Generalleutnant Anderson, ihn mit seinem I. Korps zu unterstützen. Diese Unterstützung blieb aus, und der Angriff erzielte nur geringe Erfolge.
Beide Armeen lagen sich in einem Patt gegenüber. Grant ließ deshalb seine Kavallerie nach Süden und Osten aufklären. Bei Old Church kam es zu einem meist abgesessen geführten Kavalleriegefecht am Matadequin Creek, das die Nordstaatler wegen ihrer überlegenen Bewaffnung für sich entschieden. Die Nacht beendete die Kämpfe; die Nordstaatenkavallerie war bis auf 2 km an die Kreuzung bei Cold Harbor herangekommen.
Lee hatte am Nachmittag dem Kriegsministerium gemeldet, dass Generalmajor Smiths XVIII. Korps nach dem Ausschiffen seine rechte Flanke und seinen Rücken bedrohen könnte, und bat deshalb bis zum Tagesanbruch des 31. Mai um Verstärkung durch wegen des Abzugs des XVIII. Korps von der James-Armee freigewordene Kräfte.

### 31. Mai bis 2. Juni
Cold Harbor (kein Hafen, sondern ein Rasthaus, in dem nur kalte Speisen serviert wurden) lag an einer Kreuzung, von der aus gut ausgebaute Wege Truppenbewegungen in allen Richtungen ermöglichten. Kavallerie aus Sheridans Korps nahm am 31. Mai die Kreuzung. Während des Tages versuchte zunächst Fitzhugh Lee, später die vom James eintreffende Infanteriedivision, Cold Harbor erneut zu nehmen, und brachte Sheridan in ernsthafte Schwierigkeiten. Dieser bat Grant, ausweichen zu dürfen, was Grant ihm verbot
“Hold on at all hazards” (deutsch: „Halten um jeden Preis“) und für den nächsten Tag Verstärkung durch Infanterie zusagte.
Die von Lee geforderte Verstärkung traf am frühen Morgen ein und wurde westlich von Cold Harbor eingesetzt. Lee griff anschließend das II., V. und IX. Korps auf dem rechten Flügel der Potomac-Armee an, um Grant zu zwingen, Kräfte aus Cold Harbor abzuziehen oder um ihn daran zu hindern, dort zu verstärken. Die Unionstruppen wehrten alle Angriffe von Earlys II. Korps ab. Grant befahl deshalb am Nachmittag das II. Korps für den nächsten Morgen auf den linken Flügel. Auf dem Marsch nach Cold Harbor befanden sich bereits das VI. und das XVIII. Korps.

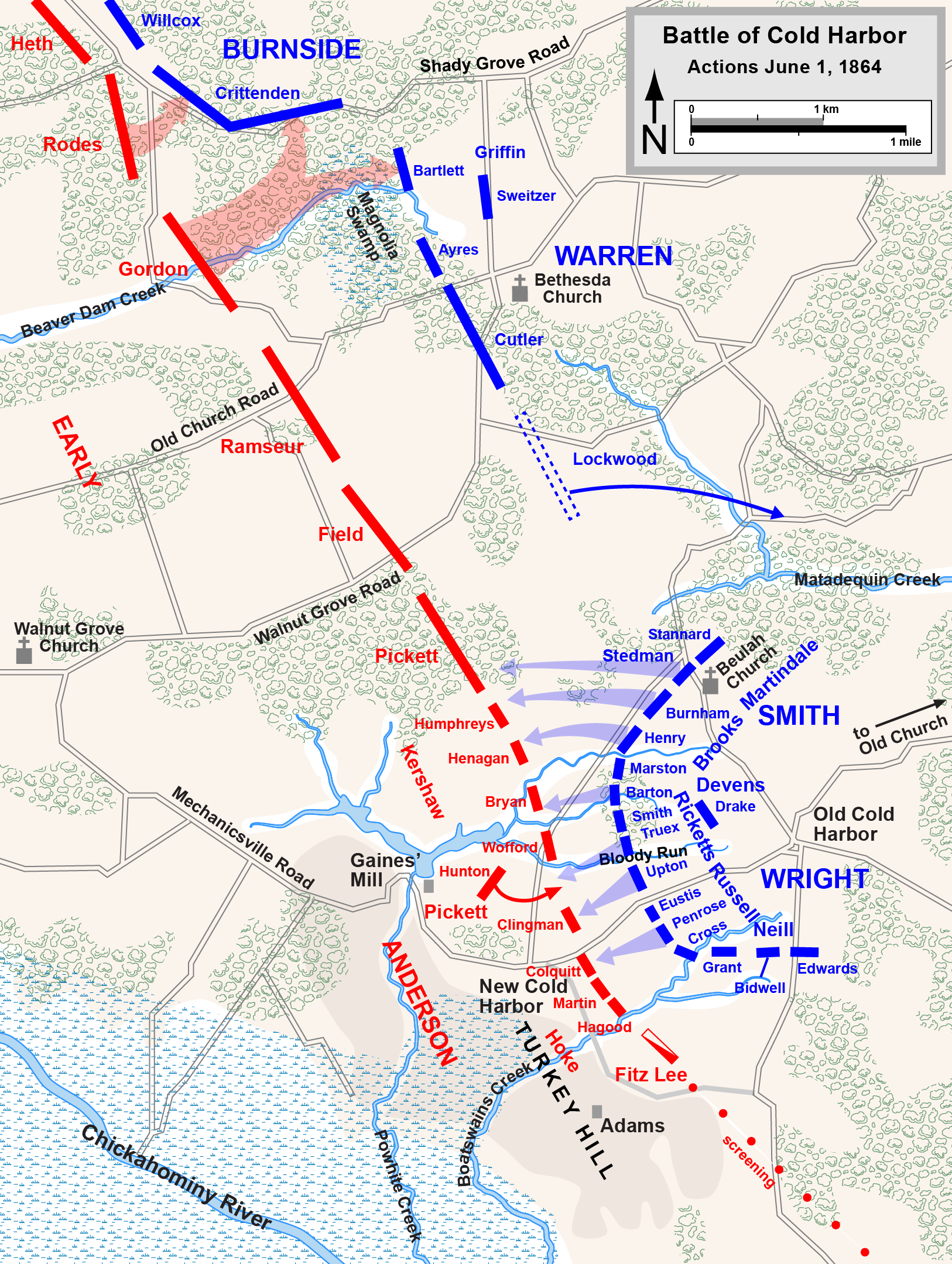
Situation am 1. Juni 1864rot: konföderierte Truppen
blau: Unionstruppen

Noch während der Angriffe Lees auf dem rechten Flügel der Potomac-Armee erreichte am 1. Juni gegen 9:00 Uhr das VI. Korps Cold Harbor, als Sheridan den zweiten Angriff der Konföderierten durch den Einsatz seiner überlegenen Feuerkraft abgewehrt hatte. Gegen 14:00 Uhr traf das XVIII. Korps nach einem Irrmarsch ein und ging rechts des VI. Korps in Stellung. Beide sollten so schnell wie möglich angreifen. Wegen Erschöpfung der Truppen begann der Angriff erst gegen 18:00 Uhr.
Lee hatte auf die Bewegungen der Potomac-Armee reagiert und Andersons I. Korps auf seinen rechten Flügel verlegt. Der Angriff der Unionstruppen traf auf eingegrabene Infanterie; ihnen gelang der Einbruch in die Sicherungslinie, aber alle Angriffe scheiterten an der Hauptkampflinie. Die Unionstruppen befestigten nun die ehemalige gegnerische Sicherungslinie und hielten sie gegen zahlreiche Nachtangriffe der Konföderierten.
Grant hatte zwar nicht siegen können, aber die Wege zu den Übergängen über den Chickahominy und zum James waren in seiner Hand. Für den 2. Juni beabsichtigte Grant, mit allen fünf Korps gleichzeitig anzugreifen und je nach Erfolg die Nord-Virginia-Armee entweder von ihrem linken oder rechten Flügel aufzurollen. Der Angriff war zunächst für 17:00 Uhr geplant. Die Soldaten waren durch vorangegangene Kämpfe und die Märsche in Hitze und Staub aber so erschöpft, dass der Angriffsbeginn für den 3. Juni um 4:30 Uhr festgesetzt wurde.
Die Divisionen auf beiden Seiten gruben sich (soweit das nicht schon geschehen war) ein. Diese Stellungen bestanden nicht mehr aus Brustwehren, sondern waren zickzackförmige 7 km lange Gräben. Zudem wurden in der Tiefe der Stellungen Verbindungsgräben angelegt, durch die zum einen die Versorgung der vorn Kämpfenden sichergestellt wurde, zum anderen Truppenteile für Gegenangriffe schnell und geschützt nach vorne gehen konnten. Durch die Zickzack-Form war das jederzeitige flankierende Feuer auf einen Angreifer möglich. Zum Schutz vor Artilleriefeuer und das direkte Erstürmen waren die Gräben mit Holz abgedeckt. Lee, seine Kommandierenden Generale und die Divisionskommandeure überwachten persönlich den Ausbau der Feldbefestigungen.

### Grants Angriff am 3. Juni

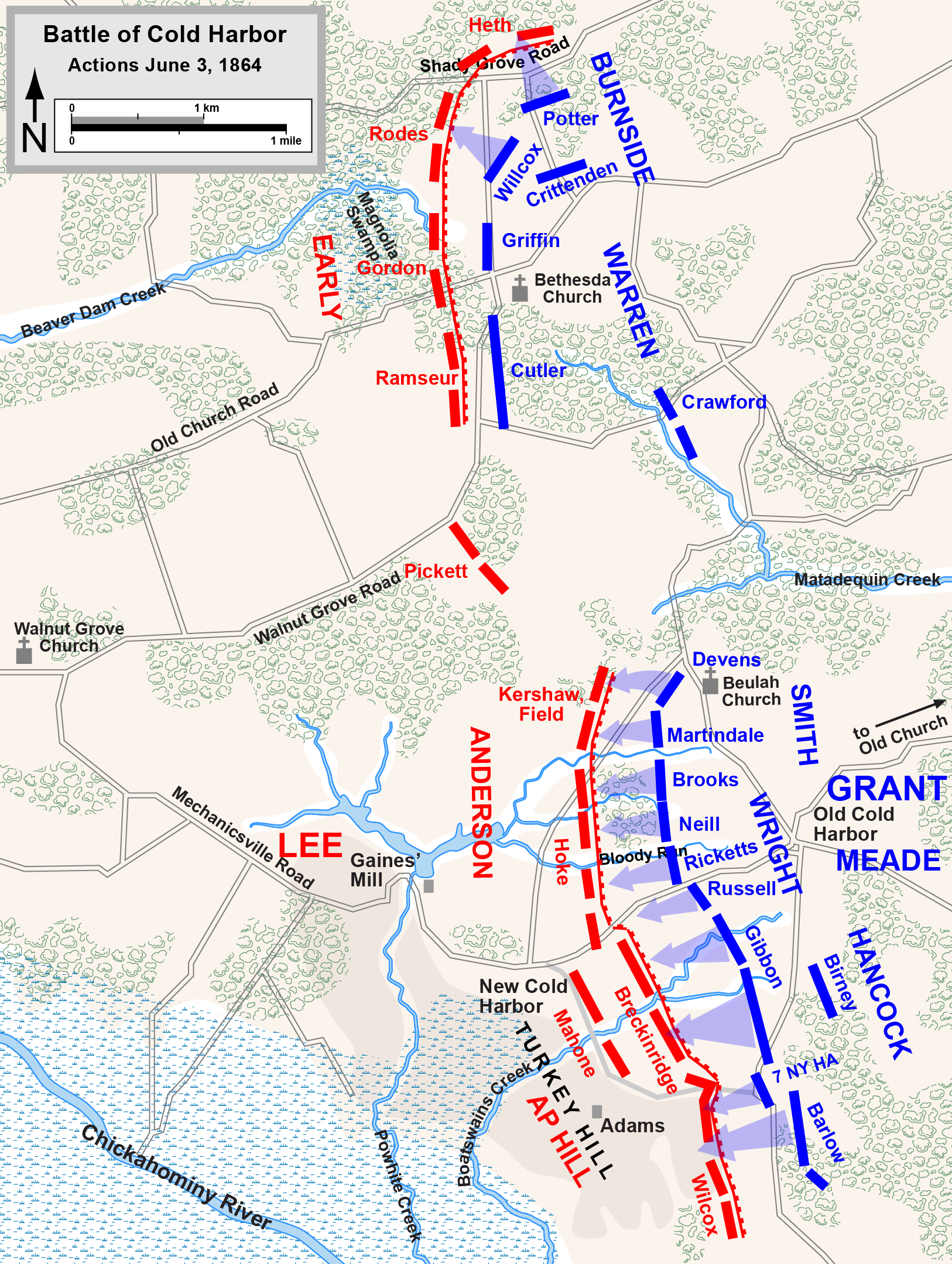
Situation am 3. Juni 1864rot: konföderierte Truppen
blau: Unionstruppen

Am 2. Juni und in der Nacht zum 3. hatte sich niemand auf Seiten der Union die Mühe gemacht, die Position und Tiefe der konföderierten Stellungen aufzuklären. Grund hierfür war ein Missverständnis: Meade glaubte, die Korps hätten aufgeklärt, und die Korps glaubten, die Armee habe Aufklärung durchgeführt. Den Soldaten der Union war aber durchaus bewusst, was beim befohlenen Frontalangriff auf sie zukam. Viele schrieben ihre Namen auf Zettel, die sie in ihre Uniformen nähten, um im Todesfall einfacher identifiziert werden zu können.

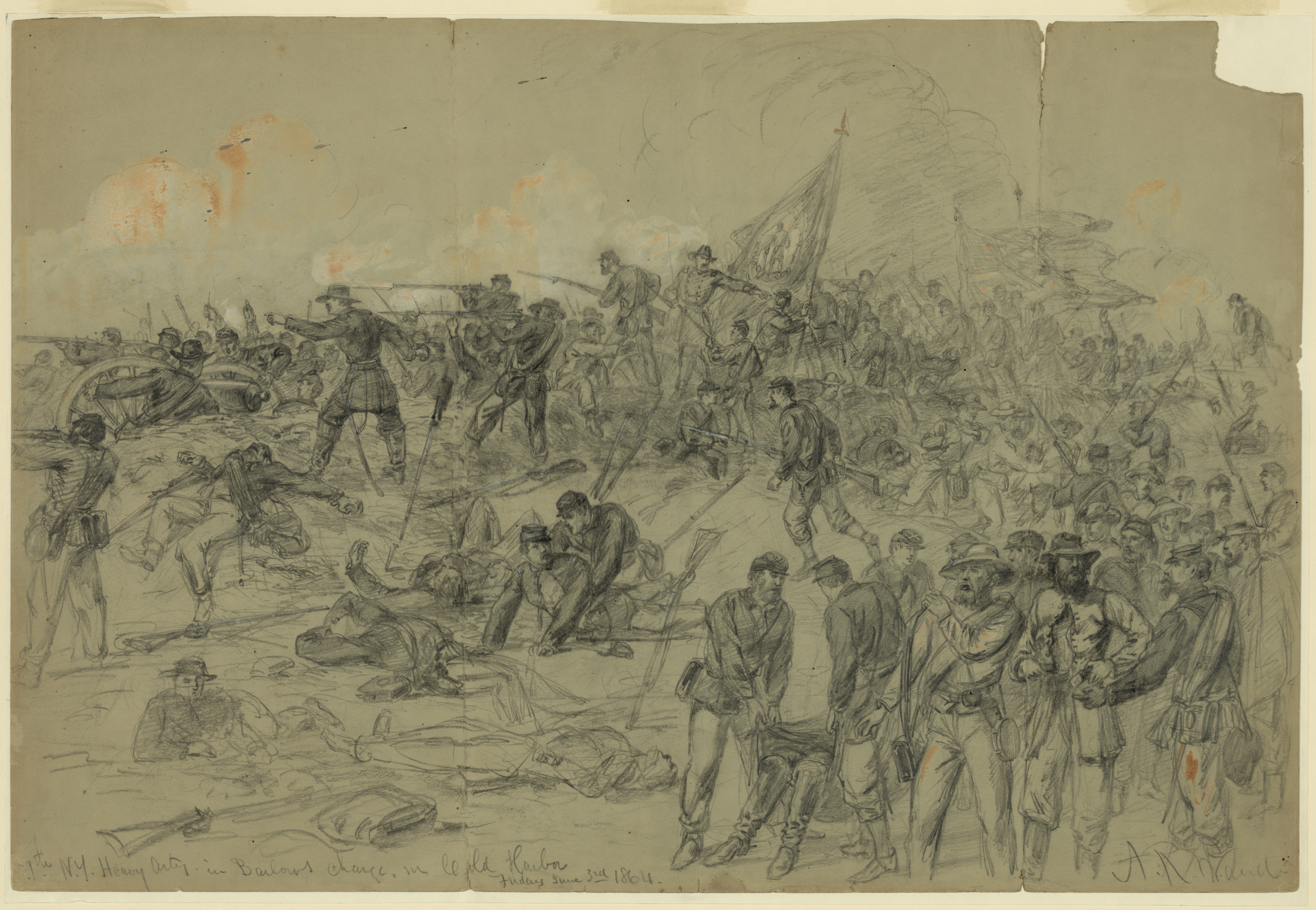
7. New-York-Artillerie beim Sprung aus den Gräben

Pünktlich um 4:30 Uhr griffen das II., VI. und XVIII. US-Korps mit insgesamt 31.000 Mann an. Die Konföderierten verhielten sich diszipliniert und eröffneten das Feuer mit allen Waffen erst, als die Angreifer auf Kernschussweite herangekommen waren.
Dem II. Korps gelang ein Einbruch in die Hauptkampflinie der Konföderierten. Dieser Erfolg wurde nicht ausgenutzt – entweder weil die Reserven nicht rechtzeitig da waren, um das Erreichte zu stabilisieren, oder weil sie bereits während der Annäherung von konföderierten Verbänden bekämpft wurden. Die Divisionen des II. Korps mussten ausweichen und lagen den Konföderierten in deren ehemaliger Sicherungslinie bis auf 40 Meter Entfernung gegenüber.
Der Angriff des VI. Korps erreichte die Hauptkampflinie der Konföderierten nicht. Der erzielte Geländegewinn rückte ihre Stellungen näher an die der Südstaatler heran.
Das XVIII. Korps nahm schnell die Sicherungslinie. Alle Versuche, die Hauptkampflinie der Konföderierten anzugreifen, schlugen fehl, und das Korps bezog Stellungen entlang der ehemaligen gegnerischen Sicherungslinie.
Der Angriff der drei Korps dauerte nicht einmal eine halbe Stunde und forderte ungefähr 7.000 Verluste aufseiten der Union. Ein Unionssoldat erinnerte sich, dass die Angehörigen seiner Kompanie zu Boden gingen und er sich ebenfalls hinwarf, weil er glaubte, es habe einen Befehl gegeben, dies zu tun. Sein Kompaniechef wunderte sich, weil nur wenige wieder aufstanden, um seinem Angriffskommando nachzukommen.
Jedes Korps hatte alleinverantwortlich angegriffen. Die Angriffe waren nicht koordiniert: als der Kommandierende General des XVIII. Korps seinen Angriff mit dem Kommandierenden General des VI. Korps absprechen wollte, antwortete dieser: „Ich werde einfach draufschlagen!“
Grant erkannte gegen 7:00 Uhr, dass die Stellungen der Konföderierten stärker als erwartet waren, und stellte Meade frei, den Angriff dort und dann einzustellen, wo kein Erfolg mehr möglich scheine.
Meade befahl zunächst die Fortsetzung der Angriffe. Hancock weigerte sich, den Befehl weiterzugeben; Smith verweigerte den Gehorsam. Wrights Stab gab den dreimal wiederholten Befehl kommentarlos bis auf die Regimentsebene weiter. Captain Thomas E. Barker, Kommandeur des 12. New Hampshire Infanterieregiments (das Regiment hatte beim ersten Angriff bereits 164 seiner 300 Männer verloren), sagte bei Erhalt des Befehls:
“I will not take my regiment in another such charge if Jesus Christ himself should order it!” (deutsch: „Ich werde mein Regiment nicht in einen weiteren derartigen Angriff führen, selbst wenn Jesus Christus persönlich ihn befehlen sollte!“).
Viele führten den Befehl so aus, dass sie die Konföderierten aus ihren Stellungen beschossen, sich aber nicht auf den Feind zubewegten.
Auf dem rechten Flügel der Potomac-Armee griffen das V. und IX. Korps pünktlich um 4:30 Uhr an. Es gelang ihnen, die Sicherungslinie zu nehmen und in die Hauptkampflinie der Konföderierten einzubrechen. Da für den weiteren Angriff auf den linken Flügel der Nord-Virginia-Armee zunächst Artillerie nach vorn gebracht werden musste, wurde die Fortsetzung des Angriffs auf 13:00 Uhr festgesetzt.
Um die Mittagszeit verbot Grant jegliche weiteren Angriffe und befahl den Korps der Potomac-Armee, sich auf eine Belagerung einzurichten. Die Soldaten gruben sich, soweit noch nicht geschehen, ein und verbesserten ihre Stellungen. Das bedeutete nicht das Ende der Kampfhandlungen – das Artilleriefeuer und das Feuer der Scharfschützen dauerte den ganzen Tag an und forderte weitere Verluste.
Noch am Abend gestand Grant seinem Stab ein:

“I regret this assault more than any one I have ever ordered.”

„Ich bedauere diesen Angriff mehr als jeden anderen, den ich jemals befohlen habe!“

Lee hatte am 2. und in der Nacht auf den 3. Juni seinen Vorteil der inneren Linie dazu genutzt, Truppen zu verschieben und sein Stellungssystem auszubauen. Er ließ Stellungen in der Tiefe anlegen und verteilte Reserven so, dass sie an allen Stellen der Front schnell verstärken konnten. Ihm war klar, dass er nur noch diese Gelegenheit haben würde, die Potomac-Armee zu schlagen, bevor sie den James erreichen würde. Sobald es danach zu einer Belagerung kommen würde, sei die Niederlage der Konföderation eine reine Zeitfrage. Die Verluste Lees bei der Abwehr des Angriffs betrugen ungefähr 1.500 Soldaten.

### Nach dem Angriff

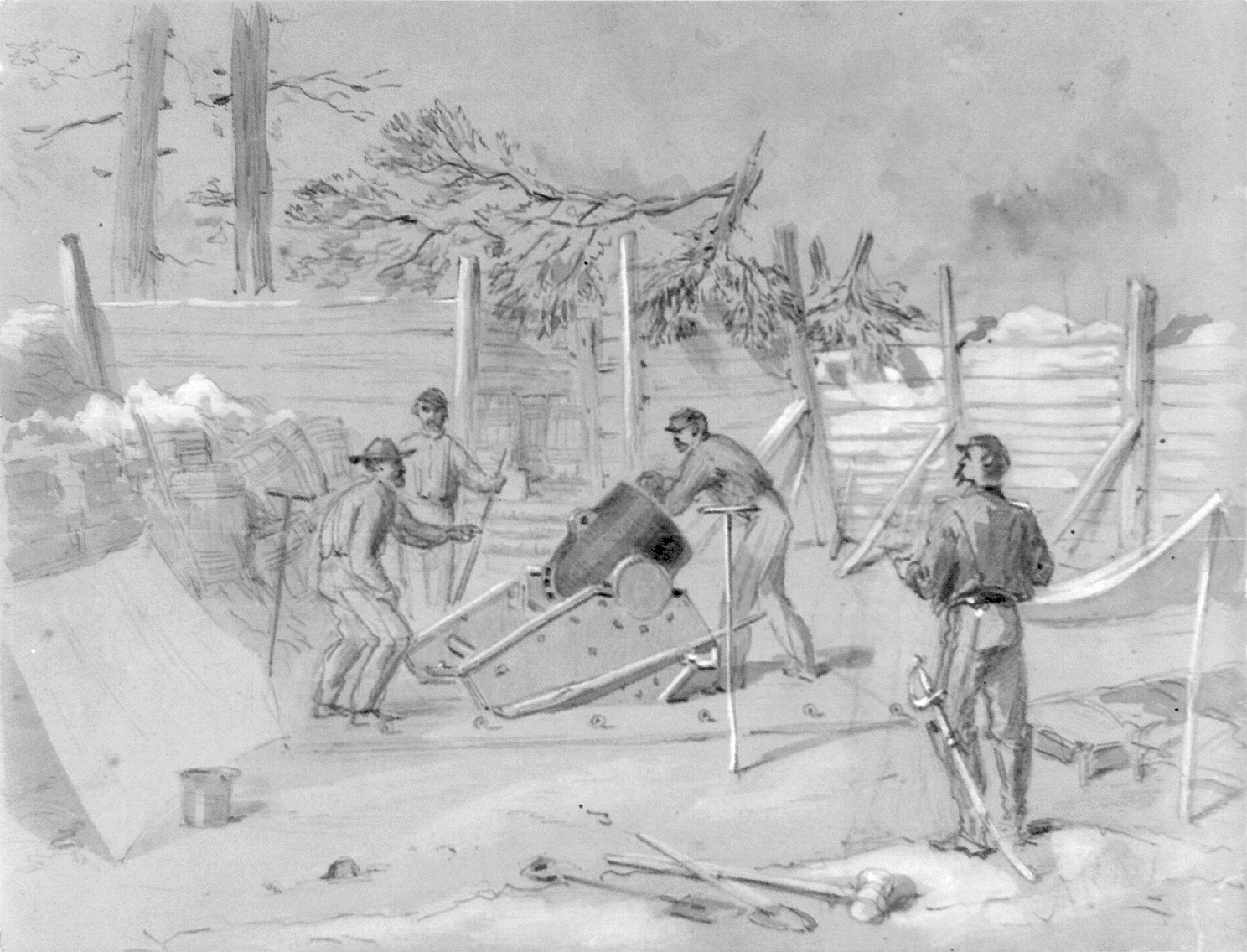
Mörser in Feuerstellung

Am 5. Juni bat Grant Lee, der Bergung der Verwundeten und Toten beider Seiten zuzustimmen. Lee bestand auf einer Bitte um Waffenruhe, weil die Konföderierten keine Verwundeten vor ihren Linien hatten – gegen örtliche Bergungen unter weißer Flagge hatte Lee keine Einwände. Erst als Grant seine Niederlage eingestand und um eine Waffenruhe nachsuchte, stimmte Lee am 6. Juni der Bergung zu.
Als am Abend des 7. Juni die Waffenruhe in Kraft trat, gab es fast nur noch Tote zu bergen.
Vom 4. bis 12. Juni lagen sich die Armeen gegenüber. Durch ständige Mörserüberfälle, Stoßtruppunternehmen, Scharfschützeneinsätze und Nachtangriffe verdoppelte sich die Verlustzahl auf beiden Seiten nahezu noch einmal.
Am 6. Juni befahl Grant, eine zweite Grabenlinie anzulegen, um daraus den Abzug der Potomac-Armee an den James zu verschleiern.

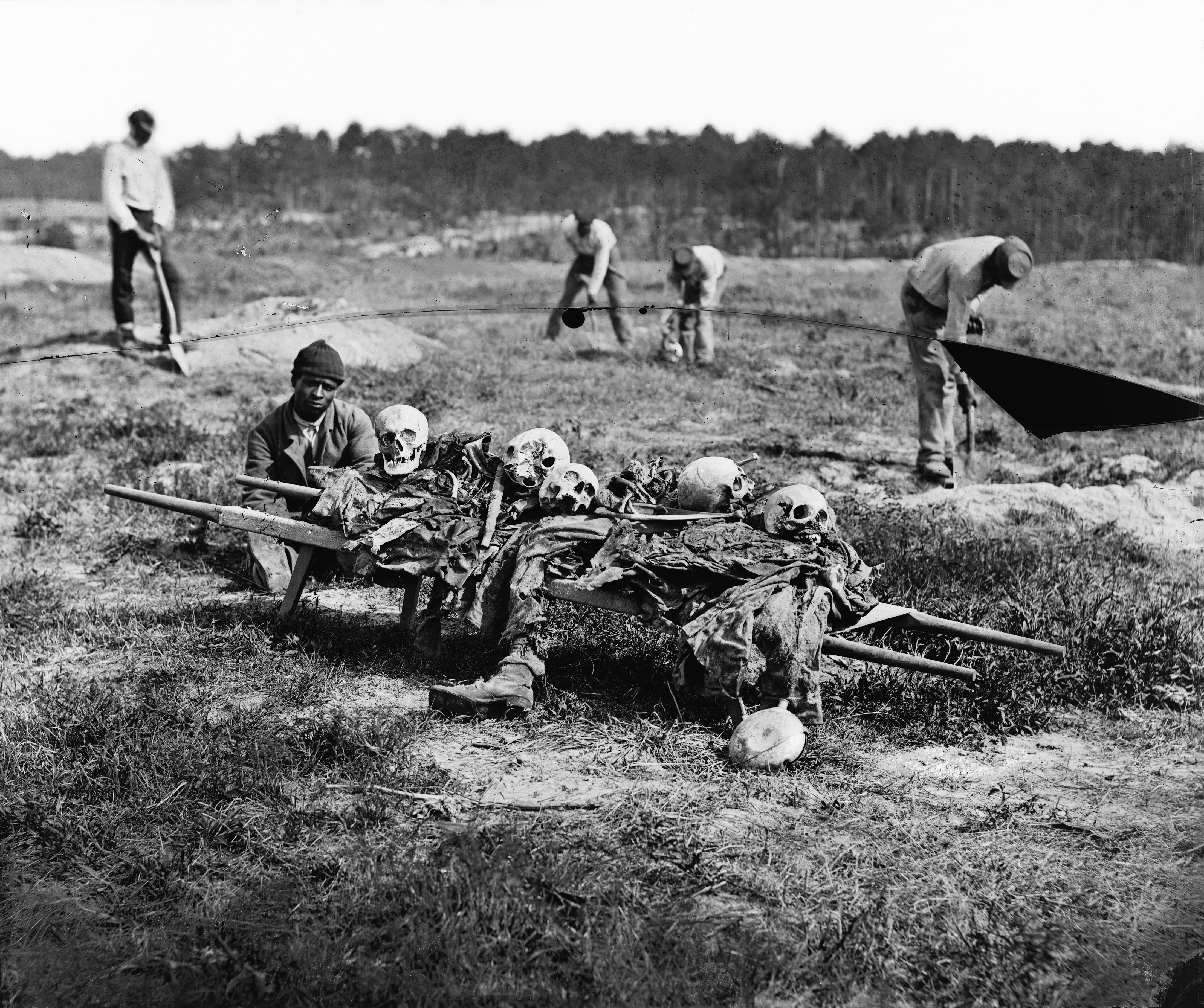
Afroamerikaner bergen die sterblichen Überreste der gefallenen Soldaten

Am 7. Juni sandte Lee eine Brigade von Cold Harbor ins Shenandoah-Tal, um die Unionstruppen aus dem südlichen Tal zu vertreiben. Am nächsten Tag schickte er seine Kavallerie hinter Sheridan her, von dem er befürchtete, er solle die Unionstruppen im südlichen Shenandoah-Tal verstärken. Am 12. Juni befahl Lee Generalleutnant Early, mit seinem II. Korps das Shenandoah-Tal zu nehmen, den Potomac zu überqueren und Washington zu bedrohen.
In der Zwischenzeit war am 8. Juni der Angriff der James-Armee auf Petersburg gescheitert.
In der Nacht zum 13. Juni begann Grant mit dem Abzug des XVIII. und IX. Korps. Unter dem Schutz seiner zurückgekehrten Kavallerie baute er eine 2.200 m lange Pontonbrücke über den James, über die seine Korps am 13. und 14. Juni auf das südliche Ufer gelangten. Den Konföderierten war der Abzug Grants nicht entgangen; Lee wusste aber einen ganzen Tag nicht, was Grant beabsichtigte.
Die anschließenden Bewegungen beider Armeen beendeten den Überland-Feldzug und führten zur Belagerung von Petersburg.

## Besondere Aufgaben der Armeen

### Aufklärung
Die Hauptlast der Aufklärung lag nach wie vor bei der Kavallerie. Solange die Armeen noch nicht eingegraben waren, handelte es sich bei der Aufklärung häufig um bewaffnete Aufklärung, die auch den Auftrag hatte, als Vorausabteilung wichtige Geländeteile vor dem Gegner zu erreichen und bis zum Eintreffen der Hauptkräfte zu halten. Dazu war besonders die Unionskavallerie geeignet, weil sie mit dem überlegenen Sharps-Karabiner ausgerüstet war. Dies zeigte die Besetzung der Kreuzung bei Cold Harbor am 31. Mai. Sobald die Armeen eingegraben waren, wurden immer häufiger Stoßtrupps zur Feststellung der Stärke des Gegners eingesetzt. Dadurch wurde die Kavallerie frei, um Raids gegen Versorgungsdepots und -linien durchzuführen. Während der Schlacht wurden zusätzlich Ballone für Aufklärungszwecke eingesetzt. Durch deren Beobachtungen konnten aus dem Hinterland herangeführte Verstärkungen und der Verlauf der Feldbefestigungen frühzeitig erkannt werden.

### Verbindung
Wegen der geringen Entfernungen innerhalb der Korps der Armeen kam der Telegraphie kaum eine Bedeutung zu. Die Verbindungen wurden durch Kuriere gehalten, da fast alle Befehle und Meldungen schriftlich gegeben wurden oder abgefasst waren. Die Kuriere waren (meist besonders fähige und zuverlässige) Offiziere. Sie überbrachten während der Schlacht die schriftlichen Aufträge mit den mündlichen Erläuterungen des Befehlenden und beeinflussten den Befehlsempfänger oft erheblich.

### Versorgung
Im Gegensatz zum Atlanta-Feldzug spielte die Eisenbahn für die Versorgung der Armeen während der Schlacht eine untergeordnete Rolle, da die Versorgungsbasen sehr nahe an den Stellungen lagen, für die Potomac-Armee am Pamunkey – auf dem Wasserweg erreichbar – und für die Nord-Virginia-Armee in Richmond, das End- und Kreuzungspunkt vieler Eisenbahnen der Südstaaten war. Von diesen Versorgungsbasen wurden die Versorgungsgüter mit von Maultieren gezogenen Wagen und Ochsenkarren zu den Divisionen gebracht.

### Sanitätsdienst
Der Sanitätsdienst während der Schlacht unterschied sich nicht von dem des gesamten Bürgerkrieges. Wichtigstes Hilfsmittel des Arztes war die Knochensäge. Amputationen von Gliedmaßen waren die Regel; die Soldaten wurden normalerweise mit Chloroform und Äther betäubt. Weil diese Betäubungsmittel knapp waren, wurden Soldaten in beiden Armeen, besonders in der Nord-Virginia-Armee, mit Whiskey schmerzunempfindlicher gemacht.
Viele Soldaten starben während der Rekonvaleszenz an Wundbrand, an Sekundärerkrankungen wie zum Beispiel Lungenentzündung oder an einer Seuche.

## Unmittelbare Auswirkungen und Bedeutung
Nach der Schlacht von Cold Harbor war das Kriegsministerium der Union nicht mehr in der Lage, Grant Ersatz für die ausgefallenen Soldaten zu schicken. Erst bei der Einberufung des nächsten Jahrganges würde das möglich sein. Der große Blutzoll der Schlacht stärkte die Kriegsgegner in der Union und gab den Demokraten im bevorstehenden Wahlkampf Auftrieb.
Für General Lee bedeuteten das Ende des Überland-Feldzuges und die Schlacht bei Cold Harbor trotz des errungenen taktischen Sieges das Ende der strategischen Offensivfähigkeit der Nord-Virginia-Armee, dies führte nach neunmonatiger Belagerung von Petersburg durch die Armeen der Nordstaaten (Unionsarmeen) und nach dem Gefecht bei Appomattox Court House zur Kapitulation bei Appomattox.
Grants Führungskunst während des Feldzuges und besonders der Schlacht wurde später kontrovers diskutiert. Von Kritikern wurde er der „Schlächter“ genannt, für andere war er der glorreiche Sieger. Wortführer der Kritiker war Brevet-Generalmajor Martin T. McMahon. Er nahm für sich in Anspruch, für die Mehrheit der Teilnehmer an der Schlacht zu sprechen. Er warf Grant vor, dass die Schlacht nie hätte geschlagen werden dürfen und keine militärische Notwendigkeit dafür vorgelegen habe. Und sie reihe sich in die vorhergehenden, blutigen und unnötigen Schlachten des Überland-Feldzuges ein. Diese Sichtweise muss unter dem Gesichtspunkt der anstehenden Präsidentschaftswahlen gesehen werden. McMahon war Anhänger McClellans, des demokratischen Gegenkandidaten Präsident Lincolns. In derselben Anschuldigungsschrift behauptete McMahon, dass, hätte General McClellan zwei Jahre zuvor dieselbe Unterstützung aus Washington erhalten wie später Grant, der Krieg damals schon durch McClellan beendet worden wäre.
Zu den zurückhaltenderen Kritikern gehörte auch der Oberbefehlshaber der Potomac-Armee, Generalmajor Meade, der in einem Brief an seine Frau am 5. Juni schrieb:

“I think Grant has had his eyes opened, and is willing to admit now Virginia and Lee’s army is not Tennessee and Bragg’s army.”

„Ich denke, dass Grant nun die Augen geöffnet wurden und er bereit ist zu akzeptieren, dass Virginia und Lees Armee nicht vergleichbar mit Tennessee und Braggs Armee sind.“

Grants Entscheidung für den Frontalangriff gründete sich auf einer Selbsttäuschung. Er war davon überzeugt, dass die Soldaten der Nord-Virginia-Armee durch die ständigen Angriffe während des Feldzuges bereits geschlagen waren und es nur noch einer letzten entschiedenen Anstrengung bedürfe, sie endgültig zu besiegen, und dass seine Soldaten die bessere Kampfmoral besäßen. Dazu kam der Erfolg der Frontalangriffe bei Spotsylvania. Er überschätzte die Verluste Lees und unterschätzte, dass die Nord-Virginia-Armee immer noch aus vielen kampferprobten Veteranen bestand, während die Potomac-Armee ihre Verluste durch nahezu 40.000 unerfahrene Soldaten ausgeglichen hatte. Den nicht ausgeführten zweiten Angriffsbefehl gab Meade, weil der erste Angriff das Ziel, in die konföderierten Stellungen einzubrechen, fast erreicht hatte und es nun darum ging, energisch nachzusetzen, und weil die ihm gemeldeten Verluste nicht so erheblich waren, dass der Angriff hätte eingestellt werden müssen.
Trotz dieses taktischen Sieges Lees, einer der letzten der Nord-Virginia-Armee, änderte sich an der misslichen Lage der sich in der strategischen Defensive befindlichen Konföderation nichts. Besonders die kurzfristige Hoffnung auf eine Beeinflussung des Ausgangs des Präsidentschaftswahlkampfes zu ihren Gunsten wurde durch den erfolgreichen Atlanta-Feldzug der Union zunichtegemacht. Grant hatte das Ziel des Überland-Feldzugs erreicht, und die Union blieb trotz der Niederlage in der strategischen Offensive.
Die Bedeutung der Schlacht von Cold Harbor darüber hinaus wird ebenfalls kontrovers diskutiert. So wird die Schlacht für die erste moderne Schlacht gehalten und damit als das Ende der napoleonischen Kriegsführung festgelegt.
Die Schlacht von Cold Harbor zeigte eine neue Dimension des Krieges. Zwar gab es auch vorher Frontalangriffe gegen Feldbefestigungen, Mörserüberfälle, Stoßtruppunternehmen und Nachtangriffe, aber nie in einer solchen Gleichzeitigkeit. Die Waffentechnik hatte sich gegenüber Gettysburg nicht verändert. Was die Waffenwirkung subjektiv für den einzelnen Soldaten so extrem steigerte, war die Feuerzusammenfassung möglichst vieler auch unterschiedlicher Waffen auf einen bestimmten Raum und zu einer bestimmten Zeit. Dies wurde besonders durch den zickzackförmigen Verlauf der Feldbefestigungen ermöglicht. Die Schlacht war das Ende des block- und reihenweisen Vorgehens im Angriff.
Es wurde weiter geschlossen, dass der Angriff von Infanterie gegen Infanterie in Feldbefestigungen erfolglos sein müsse und nur große Opfer fordern würde, besonders in Hinblick auf die sich immer mehr steigernde Leistungsfähigkeit der Waffen. Ein Ausweg aus dieser militärstrategischen Situation wurde nicht gefunden und führte im Ersten Weltkrieg sinnfällig zum Abnutzungskrieg.
Die napoleonische Kriegführung war nicht am Ende. Die deutschen Einigungskriege wurden unter diesem Vorzeichen geführt, der Westfeldzug und die Schlacht um Ostpreußen während des Ersten Weltkriegs sind Beispiele für solche Kriege. Erst als der Bewegungskrieg erstarrte und den Feldherren nichts Besseres mehr einfiel, wurde auf die Taktik zurückgegriffen, die schon in Cold Harbor ohne Rücksicht auf die Verluste erprobt worden war.
Die Schlacht von Cold Harbor zeigte, wie der Krieg der Zukunft aussehen konnte, und gab einen Ausblick auf den Stellungskrieg im Ersten Weltkrieg.